# Фонтанеле (Алесандрија)
Фонтанеле (итал. Fontanelle) је насеље у Италији у округу Алесандрија, региону Пијемонт.
Према процени из 2011. у насељу је живело 26 становника. Насеље се налази на надморској висини од 450 м.